# Tomba Ildebranda
La tomba Ildebranda è un'antica sepoltura etrusca situata nella necropoli di Poggio Felceto a Sovana, presso il parco archeologico Città del Tufo, nel comune di Sorano.

## Storia
La tomba risale al III-II secolo a.C., completamente scavata nel tufo, si presenta come un tempio monumentale con porticato a sei colonne che poggiano su un podio con due scalinate laterali; la camera funeraria, nella quale è stata intagliata una sola banchina di deposizione per i defunti, è raggiungibile attraverso un lungo corridoio centrale in discesa. La camera fu ritrovata completamente vuota, conseguenza di un antico saccheggio o dell'azione di tombaroli. Il nome fu dato in onore di Ildebrando di Soana, meglio noto come papa Gregorio VII.
La tomba fu scoperta da Gino Rosi nel 1924, il quale ne pubblicò un primo resoconto l'anno successivo. Il Mercklin, alcuni anni prima, aveva probabilmente notato l'emergere di qualche struttura, ma le indagini non erano proseguite. Nel 1929 le necropoli sovanesi vennero studiate dall'archeologo Ranuccio Bianchi Bandinelli, il quale dedicò particolare attenzione alla tomba Ildebranda, eseguendo anche degli scavi archeologici. Bianchi Bandinelli propose una ricostruzione più precisa del sepolcro e della decorazione, ciò fu permesso grazie proprio alle indagini archeologiche che condussero al ritrovamento di diversi elementi decorativi che integrarono ciò che restava della tomba.
Negli anni settanta furono eseguiti nuovi studi sulle necropoli che portarono alla realizzazione di una cartografia più precisa e a una nuova proposta per la ricostruzione dell'alzato della tomba Ildebranda, la quale, nel 1974, venne sottoposta ad alcuni interventi di restauro. Agli inizi del XXI secolo la tomba è stata musealizzata, in quanto parte integrante del parco archeologico e sottoposta a nuovi interventi di restauro e conservazione.